# Alton (New Hampshire)
Pour les articles homonymes, voir Alton.
Alton est une ville du comté de Belknap dans l'État de New Hampshire aux États-Unis. La population était de 5 250 au recensement de 2010. La ville est située sur la rive sud du lac Winnipesaukee et comprend les forêts domaniales d'Alton Bay et du mont Major.
La ville a une superficie totale de 212,9 km2, dont 162,9 km2 de terres et 50,0 km2 d'eau.

## Source
- (en) Cet article est partiellement ou en totalité issu de l’article de Wikipédia en anglais intitulé « Alton, New Hampshire » (voir la liste des auteurs).